# Chalivoy-Milon
Chalivoy-Milon – miejscowość i gmina we Francji, w Regionie Centralnym, w departamencie Cher.
Według danych na rok 1990 gminę zamieszkiwało 481 osób, a gęstość zaludnienia wynosiła 25 osób/km² (wśród 1842 gmin Regionu Centralnego Chalivoy-Milon plasuje się na 694. miejscu pod względem liczby ludności, natomiast pod względem powierzchni na miejscu 686.).